# Copala
Copala é um município do estado de Guerrero, no México. Cobrindo uma área de 344,4 km², em 2005 tinha uma população de 11.896 habitantes.